# Печатка Юрія Львовича

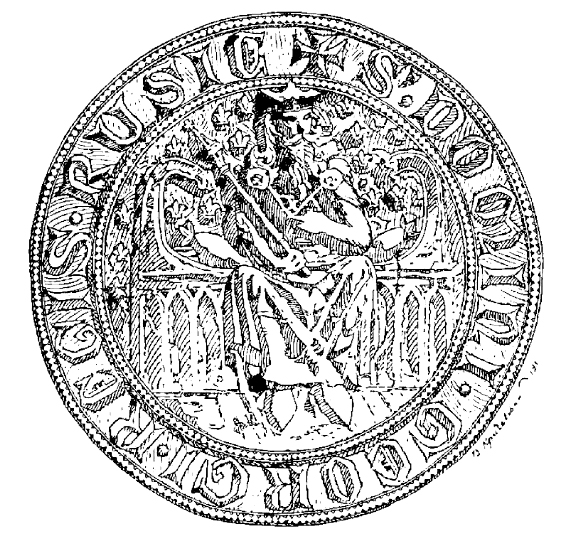
Прорис печатки Юрія І (маєстат)

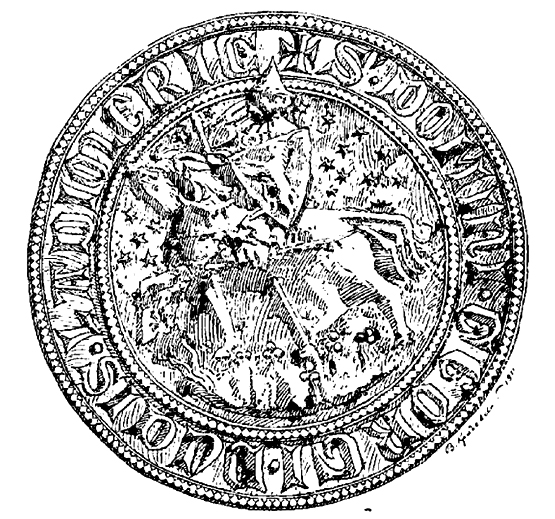
Прорис печатки Юрія І (герб)

Печатка Юрія Львовича — руська печатка XIV століття, що належала руському королю Юрію Львовичу. Сфрагістична пам'ятка Руського королівства. Містить напис печатка Юрія I. На печатці напис — «S[igillum] Domini Georgi Regis Rusie» — Печатка господаря Георгія-Юрія, короля Русі; на звороті: «S[igillum] Domini Georgi Ducis Ladimerie» — Печатка господаря Георгія-Юрія, князя (Во)лодимирії.

## Опис
Печатка збереглась у п'яти воскових екземплярах, що прикріплені до грамот Андрія Юрійовича (з 1316 року) та Юрія II Тройденовича (з 1325, 1327, 1334, 1335 років). Діаметр печатки з чітким рельєфом близько 90 міліметрів. На її лицевому боці зображено самого короля на троні із написом коло країв «s……. domini Georgi regis Rusie» («п[ечать]) господаря Георгія, короля Русі»). На зображенні голова Юрія увінчана короною на якій видно три зубці. Волосся довге і спадає на плечі, зливаючись із довгою хвилястою бородою. Мантія тримається на плечах, ймовірно за допомогою ланцюга, який кріпиться до неї двома шпильками. Мантія на грудях розчіпнута і з-під неї видно королівську туніку, що мальовничими складками спускається до самого низу крісла. У правій руці Юрій тримає скіпетр, який має завершення у формі лілії та хреста, а вказівний палець лівої руки він заклав за шийний ланцюг, відтягуючи його донизу. Ноги взуті в гострокутні черевики. Трон, на якому сидить князь, розтягнений горизонтально, має декор у вигляді готичних арок та великі дугоподібні ручки, що виступають вверх і ймовірно мають на кінцях прикраси у формі звіриних голів. Плоске сидіння покрито подушкою. Фоном всього зображення служить полотно декороване ліліями чи розетками.
На зворотному боці зображено вершника в обладунку з щитом і прапором, якого оточує напис: «s……. domini Georgi ducis Ladimirie» («п[ечать]) господаря Георгія, князя Володимирського»). Голова вершника покрита гострокутним шоломом. У правій руці, він тримає спис, на верхній частині древка якого прикріплено трикутний прапор. Щит, який тримає вершник, трикутний із зображенням лева. Передні ноги лева опираються на верхній лівий кут щита. Кінь у збруї іде кроком по кам'янистій поверхні на якій розташовані стилізовані рослини. Навколо вершника небо усіяне зорями.

## Особливості
Печатка Юрія Львовича, свідчить про тісну інтегрованість тодішньої руської культури у центрально-європейський контекст. Схожі сюжети — форма трону, особливості одягу та інсигній влади, зустрічаються у сфрагістичних зображеннях чеських, німецьких, данських, польських, угорських володарів. Щоправда, деякі їх деталі мають більш давню візантійську генезу. Разом із тим, у постаті Юрія є свої особливості, до яких належить вільна постава тіла не скутого симетрією, що наближає печатку ближче до німецьких та угорських аналогів. Царська мантія, яка є традиційним атрибутом такого роду зображень, на печатці Юрія частково розчіпнута і князь підтримує пальцем ланцюг, за допомогою якого вона кріпиться. Це надає ще більшої розкутості та правдивості зображенню. Загострені широкі черевики, відрізняються від колишніх вузьких візантійських, які на той момент ще зображені на печатках польських володарів, і свідчать про те, що Юрій одягався за найактуальнішою тоді модою Західної Європи. Зокрема, такого роду взуття можна побачити на зображеннях імператора Фрідріха III.

## Галерея

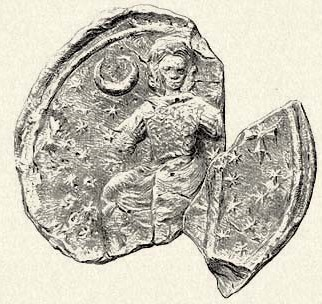
Лев ІІ
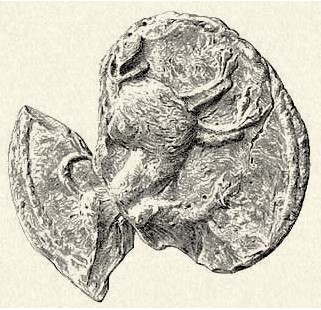
Лев ІІ
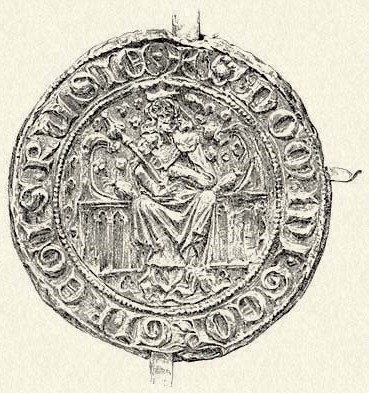
Юрій ІІ
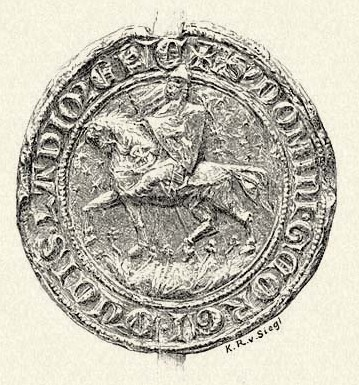
Юрій ІІ